# Wilhelm Raithel

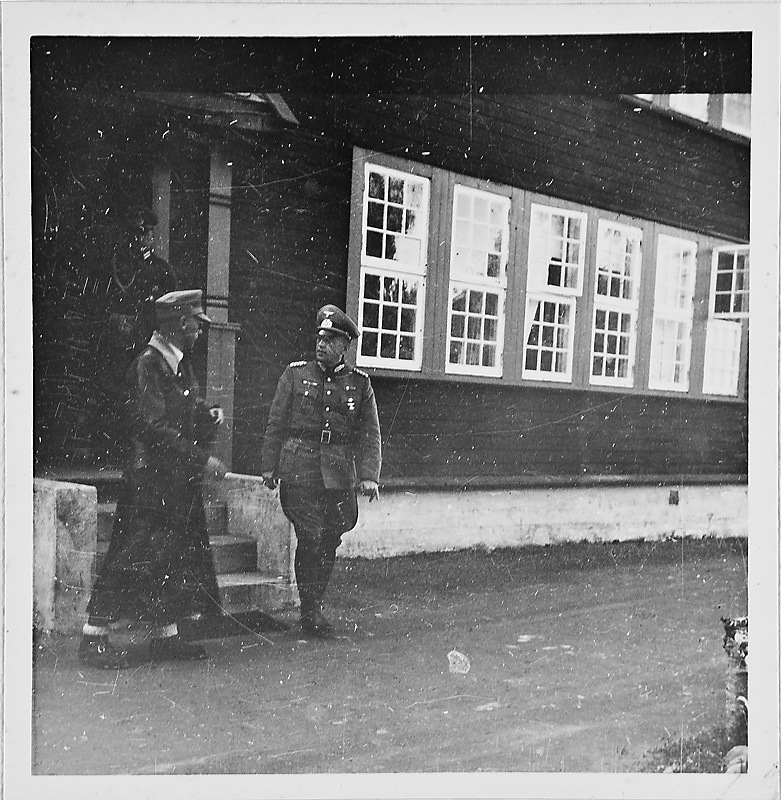
Raithel (rechts) mit Reichskommissar Josef Terboven 1942

Wilhelm „Willy“ Raithel (* 15. Oktober 1894 in Ingolstadt; † 24. März 1960 in München) war ein deutscher Generalleutnant der Wehrmacht im Zweiten Weltkrieg.

## Leben
Wilhelm Raithel trat Anfang August 1913 als Fahnenjunker in das 1. Fußartillerie-Regiment „vakant Bothmer“ der Bayerischen Armee ein. Im Ersten Weltkrieg war er an der Westfront eingesetzt. Im September 1914 wurde er zum Leutnant befördert. Ab November 1914 diente er im Regiment als Zugführer in der 1. Batterie und anschließend bis zu einer Verwundung im März 1915 als Batterieführer. In 1917 war er u. a. als Ordonnanzoffizier tätig. Es folgte sein Einsatz als Batterieführer im 3. Fußartillerie-Regiment. Ende 1918 wechselte er wieder bis Mitte 1919 in das 1. Fußartillerie-Regiment. Er trat in die Reichswehr über. Von Oktober 1920 bis Oktober 1923 und mit Unterbrechung durch seine Abberufung zur 7. Fahrabteilung nach München von März 1928 bis Oktober 1932 war er im 7. Artillerie-Regiment Chef der 2. Batterie. Anschließend war er für zwei Jahre im Stab der I. Abteilung des Regiments.
Es folgten von 1934 bis 1939 Kommandoposten in unterschiedliche Abteilungen, u. a. von April 1938 bis Oktober 1939 als Bataillonskommandeur im Artillerie-Lehr-Regiment. Anfang 1937 wurde er zum Oberstleutnant befördert. Im Oktober 1939 war er bis Mitte Mai 1941, ab Anfang 1940 im Range eines Obersts, Stabsoffizier in der Heeresgruppe B. Um anschließend für fast ein Jahr als Artilleriekommandeur 109 (Arko109) eingesetzt zu sein.
Von April 1942, nun als Generalmajor, war er bis August 1943 Kommandeur der 199. Infanterie-Division. Von da an diente er erst als Höhere Artilleriekommandeur (Harko) 312 und dann als Kommandeur der daraus neu aufgestellten 312. Artillerie-Division mit Einsatz an der Ostfront. Im April 1944 war er kurzzeitig in die Führerreserve versetzt.
Es folgte bis Anfang 1945 sein Einsatz als Kommandeur der Artillerieschule II in Gross-Born und anschließend bis zu seiner Gefangennahme sein Kommandoposten bei der neu aufgestellten Infanterie-Division Bärwalde.
Im März 1945 wurde er bei Schivelbein durch die polnische 1. Armee gefangen genommen und gelangte in sowjetische Gefangenschaft. 1950 wurde er zu 25 Jahren Arbeitslager verurteilt, aber 1955 freigelassen.

## Auszeichnungen (Auswahl)
- Eisernes Kreuz I./II. Klasse (1914)
- Finnischer Orden des Freiheitskreuzes I. Klasse mit Schwertern
- Wiederholungsspange zum Eisernen Kreuz
- Kriegsverdienstkreuz I./II. Klasse mit Schwertern
- Deutsches Kreuz in Silber